# Rodeo Colanzulí
Rodeo Colanzulí, meistens einfach Colanzulí genannt, ist ein Dorf im Nordwesten Argentiniens. Es liegt 19 km südlich des Dorfes Iruya und 3 km südlich des Dorfes Pueblo Viejo und gehört zum Departamento Iruya in der Provinz Salta. Rodeo Colanzulí besteht aus den Ortsteilen Colanzulí, Río Grande und Campo Carreras, die über die unbefestigte Landstraße Ruta Provincial 165-S miteinander verbunden sind. In der Nähe von Rodeo Colanzulí befindet sich der 5000 Meter hohe Berg Cerro Morado.
Rodeo Colanzulí hat etwa 300 Einwohner und gehört zur Finca Santiago, dem ersten Gemeinschaftsanwesen Argentiniens. Das Dorf verfügt über eine Krankenstation im Ortsteil Río Grande sowie über ein Nachbarschaftszentrum. Im Ortsteil Campo Tapial befindet sich eine Grundschule mit Übernachtungsmöglichkeit für Kinder aus entfernter liegenden Orten.
Rodeo Colanzulí lebt hauptsächlich von Landwirtschaft. Etwa 120 Hektar Land sind bebaut, davon liegen jährlich etwa 50 Prozent brach.
Der Name "Colanzuli" stammt aus dem Quechua und bedeutet so viel wie "Ort der violetten Steine".
Zwischen Rodeo Colanzulí und Iruya gibt es eine Busverbindung über die Ruta Provincial 133. Der Bus hält an den Haltestellen Pie de la Cuesta (Lage: 22° 51′ S, 65° 14′ W) und Abra Colorada (Lage: 22° 53′ S, 65° 15′ W). Zu Fuß erreicht man das Dorf von Iruya aus in etwa vier Stunden.